# یانیک موریرا
یانیک موریرا (انگلیسی: Yanick Moreira؛ زادهٔ ۳۱ ژوئیهٔ ۱۹۹۱) بازیکن بسکتبال اهل آنگولا است.
وی در مسابقات کشوری و بین‌المللی در مجموع برندهٔ ۲ مدال نقره شده‌است.